# Azogues (cantão)

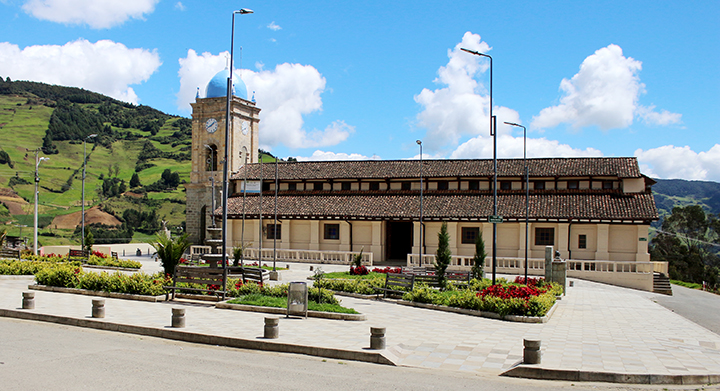
Igreja matriz da freguesia rural de San Andrés de Taday, no cantão de Azogues.

Azogues é um cantão do Equador localizado na província de Cañar.
A capital do cantão é a cidade de Azogues.